# Ridderorden in Mali
Van een ridderorde van de koningen van het onafhankelijke Koninkrijk Mali is niets bekend. Het rijk heeft tot in de 17e eeuw bestaan.
Koning Toffa van Porto-Novo, een koninkrijkje in Dahomey stichtte in 1892 wel een eigen ridderorde.
- De Orde van de Zwarte Ster (Frans:"Ordre de l’Étoile Noire")

Deze Orde van de Zwarte Ster was van 1895 tot 1950 een Franse koloniale ridderorde. De Orde werd in heel Frans West-Afrika, ook in Mali, verleend.
De orde werd in 1950 een "Franse Overzeese Orde" (Ordre de la France d' Outre-mer). Bij de onafhankelijkheid van Dahomey in 1960 werd de orde Frans en zij werd in Frankrijk en daarbuiten tot 1963 verleend.
In 1959 werd Mali onafhankelijk van Frankrijk. In 1960 werd de unie met Senegal verbroken. Het nu onafhankelijke en zelfstandige land stichtte orden naar Europees model.
- De Nationale Orde, ook wel "Ordre National" of Orde van Mali genoemd.
- De Orde van Verdienste voor de Landbouw 1973